# Curly Top
Curly Top (bra: A Pequena Órfã; prt: A Menina dos Caracóis) é um filme estadunidense de 1935 do gênero comédia musical, dirigido por Irving Cummings. O roteiro é de Patterson McNutt e Arthur J. Beckhard e foi baseado no livro Daddy Long-Legs de Jean Webster, uma das quatro refilmagens da produção original estrelada por Mary Pickford. Dentre os números músicais, aparece "Animal Crackers in My Soup".

## Elenco
- Shirley Temple...Elizabeth Blair (Curly Top)
- John Boles...Edward Morgan (Hiram Jones)
- Rochelle Hudson...Mary Blair
- Jane Darwell...Madame Denham
- Rafaela Ottiano...Madame Higgins
- Esther Dale...Tante Genevieve Graham
- Etienne Girardot...Senhor Wyckoff
- Arthur Treacher...Reynolds, o mordomo inglês

## Sinopse
A pequena órfã Elizabeth Blair mora no Orfanato Lakeside com sua irmã adolescente Mary, sob a supervisão de duas dedicadas mulheres.Mary faz diversos serviços no orfanato enquanto Elizabeth cria alguns aborrecimentos para as supervisoras, liderando as crianças em traquinagens e cuidando de seus dois animais que herdara dos seus pais: um pato e um pônei.
Quando os patrocinadores comparecem para uma vistoria, o jovem herdeiro Edward Morgan que visitava o lugar pela primeira vez, se encanta com as duas irmãs e propõe adoção para elas, inventando um benfeitor misterioso chamado Hiram Jones. As irmãs aceitam e vão para sua casa de veraneio à beira mar, onde passarão momentos felizes junto de sua nova família e de dois criados, um mordomo inglês e um cozinheiro italiano.

## Produção
A mãe de Shirley Temple ensaiava sua filha no estúdio e em casa. O diretor Cummings assinalou que ela ajudava a filha nos diálogos e como agir durante as falas, como andar, sentar e correr. Cummings reconheceu que a Senhora Temple foi mais “diretora de Shirley do que ele próprio”.
Como brinde da produção, Shirley ganhou a casa de bonecas e a decoração de quarto infantil que aparece no filme, inclusive as cortinas das janelas e as rodas da cama, as comidas falsas da geladeira, livros, tapetes, lençóis e toalhas. O quarto foi montado na casa de campo da família da atriz e exibido aos visitantes.

## Canções
Ray Henderson foi o autor de cinco canções para o filme. Johnny Mercer queria escrever as letras mas o trabalho ficou para Ted Koehler, parceiro de Harold Arlen. Edward Heyman e Irving Caesar também compuseram melodias para o filme.
Com exceção de “When I Grow Up,” as canções são inéditas e apresentadas como tendo sido criadas pelos personagens Mary Blair e Edward Morgan. Numa cena na primeira parte do filme, Mary conta ter escrito "Animal Crackers in My Soup" e mais tarde Morgan compõe e canta "It's All So New to Me" em seu piano. No espetáculo de Gala, Mary canta “The Simple Things in Life”, que ela teria criado a partir de uma frase de Morgan. Na parte final, Morgan canta “Curly Top” que Elizabeth ouve sentada mas depois sobre no piano e sapateia ao som da canção.